# ديفيد أونغر
ديفيد أونغر (بالإنجليزية: David Unger)‏ هو صحفي أمريكي، ولد في 5 مارس 1947 في بروكلين في الولايات المتحدة.